# Epirrubicina
Epirrubicina es un medicamento que pertenece a la familia de las antraciclinas y se utiliza como quimioterapia para el tratamiento del cáncer. Se comercializa por el laboratorio Pfizer con el nombre de Ellence® en Estados Unidos y con nombres diferentes en otros países, por ejemplo Pharmorubicin® y Epirubicin® . La epirrubicina puede sustituir a la doxorrubicina, en muchas pautas de quimioterapia, teniendo la ventaja de provocar menos efectos secundarios por su más rápida eliminación. Se emplea principalmente en el tratamiento del cáncer de mama, cáncer de ovario, cáncer de estómago, cáncer de pulmón y linfomas.

## Historia
El primer ensayo clínico realizado con epirrubicina se publicó en 1980. Fue aprobado por la FDA de Estados Unidos en 1984.

## Mecanismo de acción
Al igual que otras antraciclinas, su mecanismo de acción se basa en intercalarse en la cadena de ADN celular, inhibiendo su síntesis y duplicación, dificultando por tanto la multiplicación celular e inhibiendo el desarrollo de las células malignas.

## Efectos secundarios
Puede ser tóxico para el corazón (cardiotoxicidad), asimismo causa mielosupresión con disminución del número de hematíes, leucocitos y plaquetas en sangre. Puede ser tóxico para el hígado y riñón y también causa vómitos. Se han notificado algunos casos de leucemia secundaria. Tiene efectos genotóxicos por lo que se recomienda a los varones no engendrar descendencia hasta 6 meses después de finalizar el tratamiento y a las mujeres no quedar embarazadas durante el tratamiento e inmediatamente después.